# منتخب جمهورية الكونغو الديمقراطية لكرة اليد للسيدات
منتخب جمهورية الكونغو الديمقراطية لكرة اليد للسيدات هو الممثل الرسمي لجمهورية الكونغو الديمقراطية في رياضة كرة اليد. شارك في بطولة العالم لكرة اليد للسيدات مرتين وكانت المشاركة الأولى في سنة 2013، كان أفضل مركز له فيها هو العشرون. شارك في بطولة أفريقيا لكرة اليد للسيدات 9 مرات وكانت المشاركة الأولى في سنة 1992، كان أفضل مركز له فيها هو الثاني.